# Орлины
Орлины — русский род, большая часть представителей которого из духовенства (преимущественно Рязанской губернии), некоторые из них получили личное и потомственное дворянство.

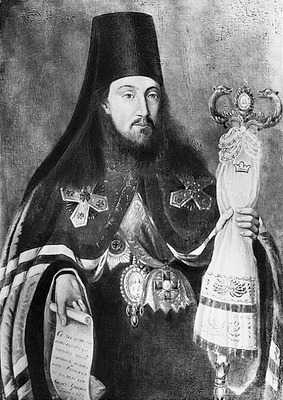
Архиепископ Рязанский Амвросий (Орлин)

## Наиболее известные представители рязанского духовенства
- Орлин, Александр Иаковлев (†1883) — священник Богородицерождественской церкви села Маково (Иляхино) Михайловского уезда (1878—1881). По штату 1873 года в нем положены два священника и два псаломщика, причем к маковскому приходу была приписана Николаевская церковь села Свеч с тамошним приходом[2][3].
- Орлин, Алексей Егорович — священник церкви села Печерники Михайловского уезда[1][4].
- Орлин, Андрей Иоаннович — брат Сергея Иоанновича, священник Архангельской церкви села Никитинское Пронского уезда. Награждён (3-9.04.1897) саном протоиерея[5]. Награждён (3.04.1899) орденом Св. Владимира 4-й степени за 50-ти летнюю службу[1][6].
- Орлин, Амвросий Яковлевич (Яковлев-Орлин) (1752 — 26 января 1809, Рязань) — епископ Русской православной церкви, архиепископ Рязанский и Зарайский (1804—1809), епископ Вятский и Слободский (1796—1804)[1][7][8].
- Орлин, Василий Иванович (псевдоним: Громов; 1894, село Насилово, Пронский уезд, Рязанская губерния — 4 апреля 1978 Власово, Шатурский район, Московская область) — Православный местночтимый святой[9][нет в источнике] (день памяти — 4 апреля)[источник не указан 258 дней]; священник села Захупты Рязанского уезда до декабря 1929 года[10]. Участвовал в публичных диспутах с атеистами и убедительно побеждал их. Это послужило поводом для ареста большевиками в 1929 году[11][12]. Василий Иванович был осужден особым Совещанием при Коллегии ОГПУ СССР (29/01/1930) и приговорен к 3 годам концлагерей (пересыльный лагерь Котлас, 1930), однако ушел из лагеря-пересылки с товарищем по болоту. По его словам, помог ему святой преподобный Сергий Радонежский[12]. После чего поменял фамилию на Громов. Под этим именем после войны служил священником в различных приходах. Служил в деревне Власово (Московская область, Шатурский район), вплоть до 1975 года. Посмертно был реабилитирован По Указу Президиума ВС СССР (от 16.01.1989 по году репрессий 1930)[12].
- Орлин, Василий Яковлевич — сын Иакова Александровича, священник церкви села Мещерка Егорьевского уезда[13]. Заведывающий и законоучитель местной школы. Награждён (11.05.1902) «Библией» от Св. Синода «за особые труды, усердие и ревность в деле благоустройства церковно-приходских школ и школ грамоты»[14]. Награждён камилавкой (29 марта 1908[15])[1].
- Орлин, Иаков (Яков) Александрович — протоиерей, священник церкви села Окаемово Рязанского уезда. Награждён (7-27.04.1894) наперсным крестом, выдаваемым от Св. Синода[16]. Награждён (30 сентября 1895) орден св. Владимира 4-й степени за 50-ти летнюю беспорочную и отлично-усердную службу[17]. 14 апреля 1904 был награждён саном протоиерея[1][18].
- Орлин, Михаил Иванович — статский советник, священник и кандидат Киевской Духовной академии, служил в Духовном ведомстве с 1881 года, Смотритель Вольского Духовного мужского училища с 1907 года[19].
- Орлин, Николай Александрович — священник и псаломщик села Константиново Кузьминской волости Рязанского уезда Рязанской губернии, и в этом качестве участвовал в церемонии крещения поэта Есенина[20].
- Орлин, Николай Иванович (1863 г.р.) — православный теолог, автор комментариев к священным текстам, надворный советник; выпускник Рязанского епархиального училища (1884) и Московской духовной академии (1888, магистр)[21], священник и преподаватель в Рязанском епархиальном училище[22]. Николай Иванович был сыном священника села Горностаевка Иоанна Тимофеевича Орлина. В книге «Соборные послания Иакова, Петра и Иуды» Н. И. Орлин объявляет себя приверженцем воззрения Епифаниева[23].
- Орлин, Петр Яковлевич — сын Иакова Александровича, священник церкви села Муравлянка Скопинского уезда[1][24].
- Орлин, Сергей Иоаннович (1887—после 1939) — брат Андрея Иоанновича, священник церкви села Петровичи Спасского уезда[1][4]. В селе находилась земская школа, с 1911 года и до ареста сначала законоучителем, а затем просто учителем в ней был Орлин[25][26]. 15 мая 1938 года арестован (58, п. 10 ч.1УК РСФСР), 17 сентября 1939 осужден на 8 лет лагерей[27]
- Орлин, Феодор (Фёдор) Яковлевич (1865—1937) — сын Иакова Александровича, уроженец села Окаемово, священник церкви села Солотча Рязанского уезда[13]. Благочинный 4-го округа Рязанского уезда[1][4]. Ему предлагали прекратить служить в селе, уехать в город, но он отказывался. Когда в селе закрыли церковь, он стал служить по домам. Орлин, был человеком редкой доброты. Он никогда и никому не отказывал в помощи и не важно, кем был обращавшийся к нему человек по своему общественному положению. При этом он был настоящим ревнителем веры и старался жить по заповедям Христа. К деньгам относился равнодушно, их не копил и не берег[28]. Был репрессирован 26.11.1937 г. тройкой при УНКВД по Рязанской области по ст.58-10 УК РСФСР к ВМН — расстрелу. Его родственникам сообщили, что он получил 10 лет без права переписки, только из выданной спустя десятилетия справки о реабилитации они узнали, что он был расстрелян в Рязани через 10 дней после ареста. Реабилитирован 16.05.57 г. военным трибуналом Московского военного округа посмертно [Арх. дело № 4651][29][30]. Был дедом героя ВОВ, профессора Владимира Сергеевича Перехвальского, проректора Новосибирского института инженеров водного транспорта (ныне Новосибирская государственная академия водного транспорта)[31] и д. б. н. Г. А. Клевезаль[32].